# Markéta Goetz-Stankiewicz
Markéta Goetz-Stankiewicz (15. února 1927 Liberec – 6. listopadu 2022 Vancouver) byla česká poúnorová emigrantka žijící v Kanadě, která dlouhá léta působila na Univerzitě Britské Kolumbie v oboru literární komparatistiky (se zaměřením na německou, českou a polskou literaturu) a germanistiky. V 70. letech 20. století jezdila do Československa, kde navázala kontakty s disidenty. Tajně vozila do Československa knihy, které zde nesměly vyjít, a zprostředkovávala osobní kontakty mezi zakázanými spisovateli a jejich zahraničními přáteli. Publikovala řadu studií a esejí o české zakázané literatuře, především o českém divadle. Zasloužila se o uvedení her Václava Havla do povědomí diváků v Severní Americe.

## Život a kariéra
Narodila se jako Markéta Götzová v židovsko-německé rodině, kde se mluvilo česky i německy. Z Liberce se přestěhovali později do Místku, kde žili až do roku 1948. Protože byla ze smíšené rodiny, za války nemohla studovat, absolvovala pouze jeden ročník německé školy a potom pracovala ve fotografickém studiu (otec strávil poslední rok války v Terezíně). Po válce začala studovat na grafické škole, ale již v září roku 1948 rodina emigrovala do Kanady (legálně). Markéta si zde dodělala maturitu a pak vystudovala komparativní literaturu, historii a germanistiku. Získala místo na Univerzitě Britské Kolumbie ve Vancouveru. Zde potkala i svého budoucího manžela, polského emigranta Wladka Stankiewicze, politologa a filozofa. Na univerzitě působila mnoho let, v letech 1980-1985 jako vedoucí katedry germanistiky. Univerzita její práci několikrát ocenila, posléze se stala emeritní profesorkou.

## Vztah k původní vlasti
Po emigraci navštívila s matkou Československo poprvé v roce 1973 a poté si žádaly každoročně o vízum. Zajímalo ji zejména české divadlo. V roce 1978 se seznámila s Pavlem Landovským a jeho prostřednictvím pak s dalšími disidenty, navštívila i bytové divadlo. Také přivážela „zakázané“ knihy. V roce 1988 jí „Scriptores Bohemici“ (Václav Havel, Ivan Klíma a Ludvík Vaculík) vystavili tajný diplom za zásluhy, Ordo libri bohemici (Řád české knihy).
Českému divadlu se věnovala i doma. Eseje a články o zakázaných spisovatelích publikovala knižně ve sborníku The Silenced Theatre: Czech Playwrights Without a Stage (Toronto 1979). Vydala The Vaněk Plays (Vancouver 1987), knihu, která vedle Havlových her obsahuje i hry s postavou Vaňka, které napsali Pavel Kohout, Pavel Landovský a Jiří Dienstbier. Později editovala sborník o českém samizdatu Good-Bye, Samizdat: Twenty Years of Czechoslovak Underground Writing (Evanston 1992) a byla spolueditorkou díla věnovaného Václavu Havlovi Critical Essays on Václav Havel (New York 1999).

## Ocenění
Za šíření české literatury ve světě jí v roce 2000 prezident Václav Havel udělil medaili Za zásluhy II. stupně. V roce 2016 obdržela za tutéž aktivitu cenu Jiřího Theinera.